# Buitenrust (Haarlem)
Buitenrust is een historische buitenplaats in de Noord-Hollandse stad Haarlem. De buitenplaats ligt in de wijk Houtvaartkwartier in Haarlem Zuid-West, aan de Buitenrustlaan, bij de karakteristieke bocht in het Zuider Buiten Spaarne die bekendstaat als De Kom. Sinds 27 november 1969 is Buitenrust aangewezen als rijksmonument. De Buitenrustlaan en de naastgelegen Buitenrustbruggen zijn vernoemd naar deze buitenplaats.

## Geschiedenis
In 1727 kocht de lakenkoopman Jan Hooft, uit de familie Hooft het terrein, dat bij boedelscheiding in 1739 werd omschreven als een tuin met opstal. In 1777 werd het verkocht aan Jan Ananias Willink, bij welke gelegenheid de naam Buitenrust voor het eerst in een akte werd vermeld. Willink gaf in 1789 opdracht aan architect Pierre Esaie Duyvené voor de bouw van een nieuw huis.
In 1827 kwam de buitenplaats in bezit van Francona Antoinetta Coenradina Paauw, weduwe van Hendrik Jacob Koenen. In 1918 verkocht Anna Adriana Agatha Cornelia Koenen het huis aan de gemeente Haarlem. Bij de aanleg van de Buitenrustlaan verdwenen delen van de tuin en de bijgebouwen van de buitenplaats, waaronder de tuinkoepel.
In 1984 was in het hoofdhuis een school voor verpleegkundigen gevestigd. Nadien is het in gebruik geweest als bestuurs- en administratiegebouw van het ROC Nova College. Tegenwoordig is op deze locatie de Internationale School Haarlem (ISH) gevestigd, waar drie onderbouwgroepen zijn gehuisvest.